# Acerola
A acerola, azerola, cerejeira-do-pará, cerejeira-de-barbados ou cerejeira-das-antilhas (Malpighia emarginata) é um arbusto da família das malpighiáceas. O fruto se dá numa árvore chamada aceroleira. Tem origem nas Antilhas, América Central e norte da América do Sul.

## Etimologia
"Acerola" e "azerola" provêm do árabe az-zu'rur, através do espanhol acerola.

## Descrição
O fruto nasce na aceroleira, que é um arbusto de até três metros de altura, cujo tronco se ramifica desde a base e cuja copa é bastante densa com pequenas folhas verde-escuras e brilhantes. Suas flores, de cor rósea-esbranquiçada, são dispostas em cachos e têm floração durante todo o ano. Após três ou quatro semanas, se dá sua frutificação. Por ser uma planta muito rústica e resistente, ela se espalhou facilmente por várias áreas tropicais, subtropicais e até semiáridas. A acerola, quando madura, tem uma variação de cor que vai do alaranjado ao vinho, passando pelo vermelho. Esta coloração é resultado da presença de antocianinas, especialmente pelargonidina e malvidina.
Sua superfície é lisa ou dividida em três gomos. Possui três sementes no seu interior. O sabor do fruto é levemente ácido e o perfume é semelhante ao da uva. Possui vitaminas A, B1 (tiamina), B2 (riboflavina), B3 (niacina), cálcio, fósforo, ferro e, principalmente, vitamina C, que, em algumas variedades, chega a estar presente em até 5 gramas por 100 gramas de polpa. Este valor chega a ser oitenta vezes superior ao da laranja e ao do limão.
A acerola está dividida em duas seleções: a acerola vermelha e a acerola laranja.

## Adaptação
A acerola pode ser propagada por semente, corte ou outros métodos. Prefere solo seco e arenoso e pleno sol, e não pode suportar temperaturas inferiores a 30 ° F / -1 ° C. Por causa de suas raízes superficiais, tem tolerância muito baixa aos ventos.

## Cultivo
Nos países de clima tropical, a acerola vem ganhando cada vez mais destaque em seu cultivo como bonsai de interior.

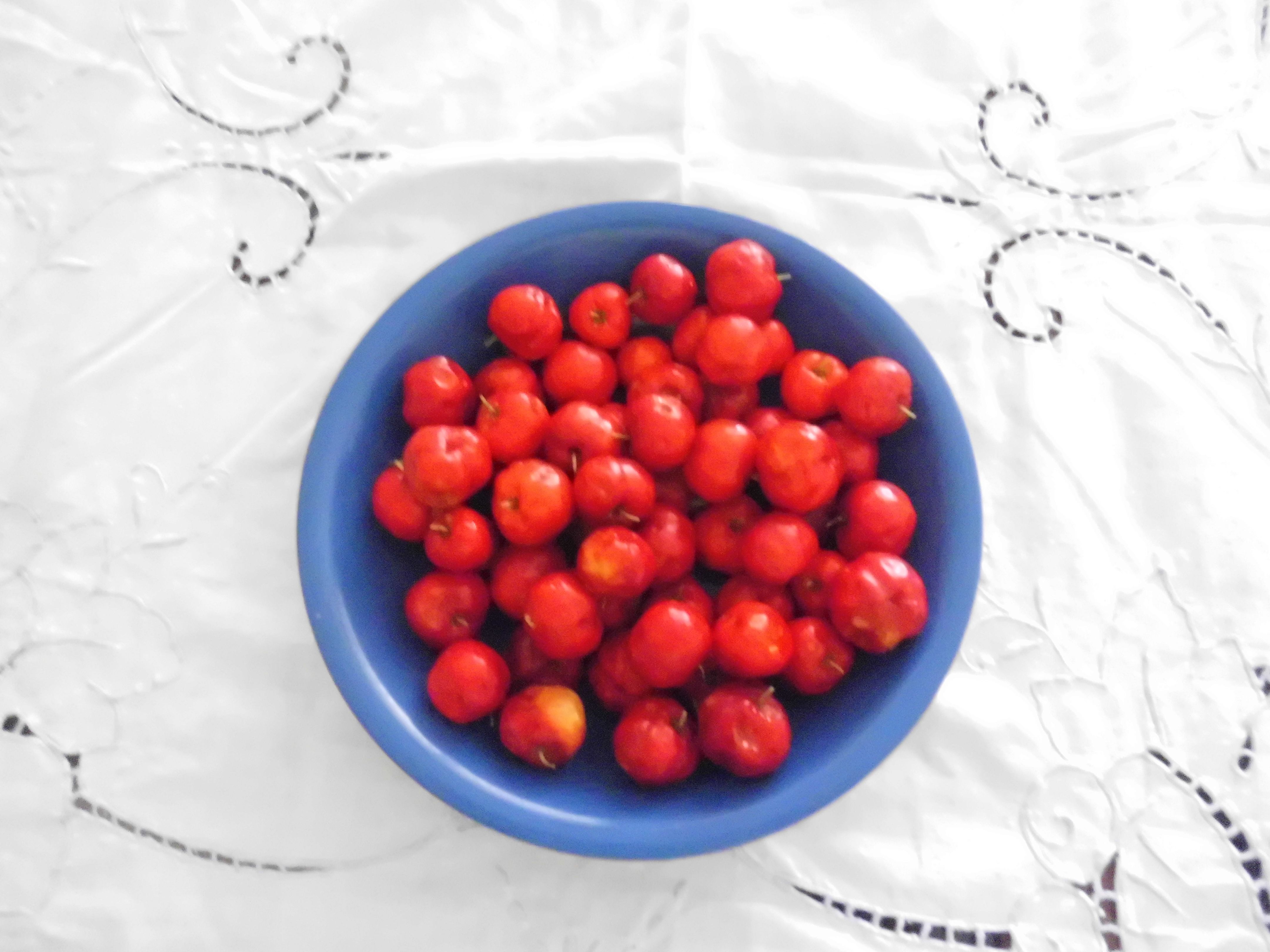
Prato com frutos de acerola

No Brasil, foi, inicialmente, introduzida no estado de Pernambuco pela Universidade Federal Rural de Pernambuco em 1955, por meio de sementes oriundas de Porto Rico, espalhando-se, a partir de então, para o Nordeste e outras regiões do país.
O cultivo de acerola teve um forte crescimento a partir do final do século XX, sendo hoje uma importante cultura da Região Nordeste do Brasil, principalmente na agroindústria de polpa de fruta congelada.

## Propriedades nutricionais do fruto
O teor de ácido ascórbico em 100 gramas de polpa de acerola excede mil miligramas, valor equivalente aos comprimidos efervescentes contendo um grama de vitamina C.
Mesquita e Vigoa, no livro "La Acerola", de 2000, demonstraram que o alto teor de ácido ascórbico e a presença de antocianinas no fruto de acerola promovem ação antioxidante. Bsoul e Terezhalmy, em seu livro "Vitamin C in health and disease", de 2004 descrevem que, além da ação antioxidante sobre os radicais livres, os frutos da acerola possuem ação imunoestimulante, estimulam a formação do colágeno, importante para a mucosa oral, pois diminui a permeabilidade a endotoxinas.

## Variedades
Existem mais de 42 variedades de acerola que são cultivadas no Brasil. As principais são:
- Apodi (BR 235)
- Cabocla
- Cereja (BR 236)
- Frutacor (BR 238)
- Okinawa
- Olivier
- Roxinha (BR 237)
- Rubra
- Sertaneja (BR 152)

## Imagens

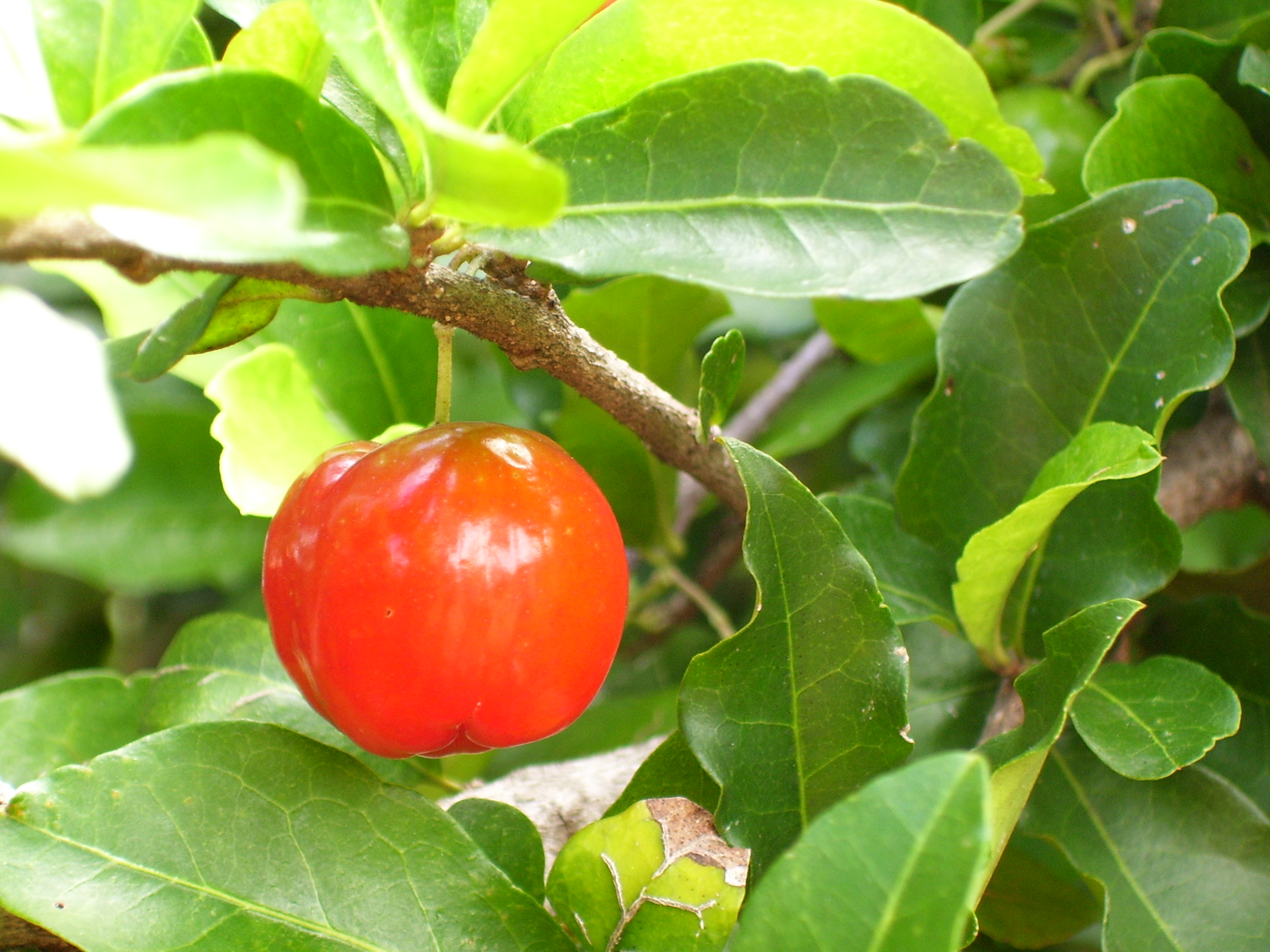
Acerola
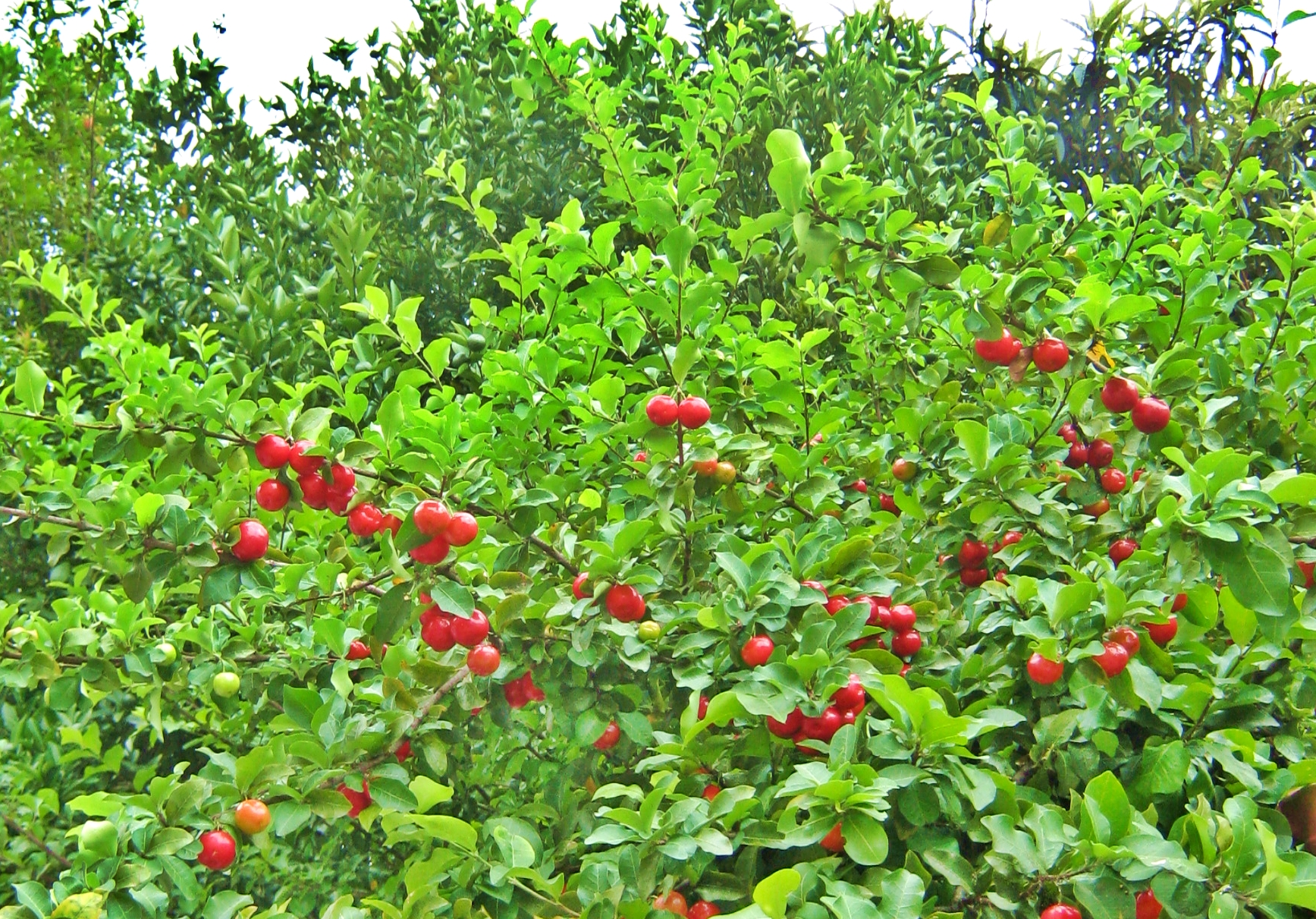
Acerolas maduras
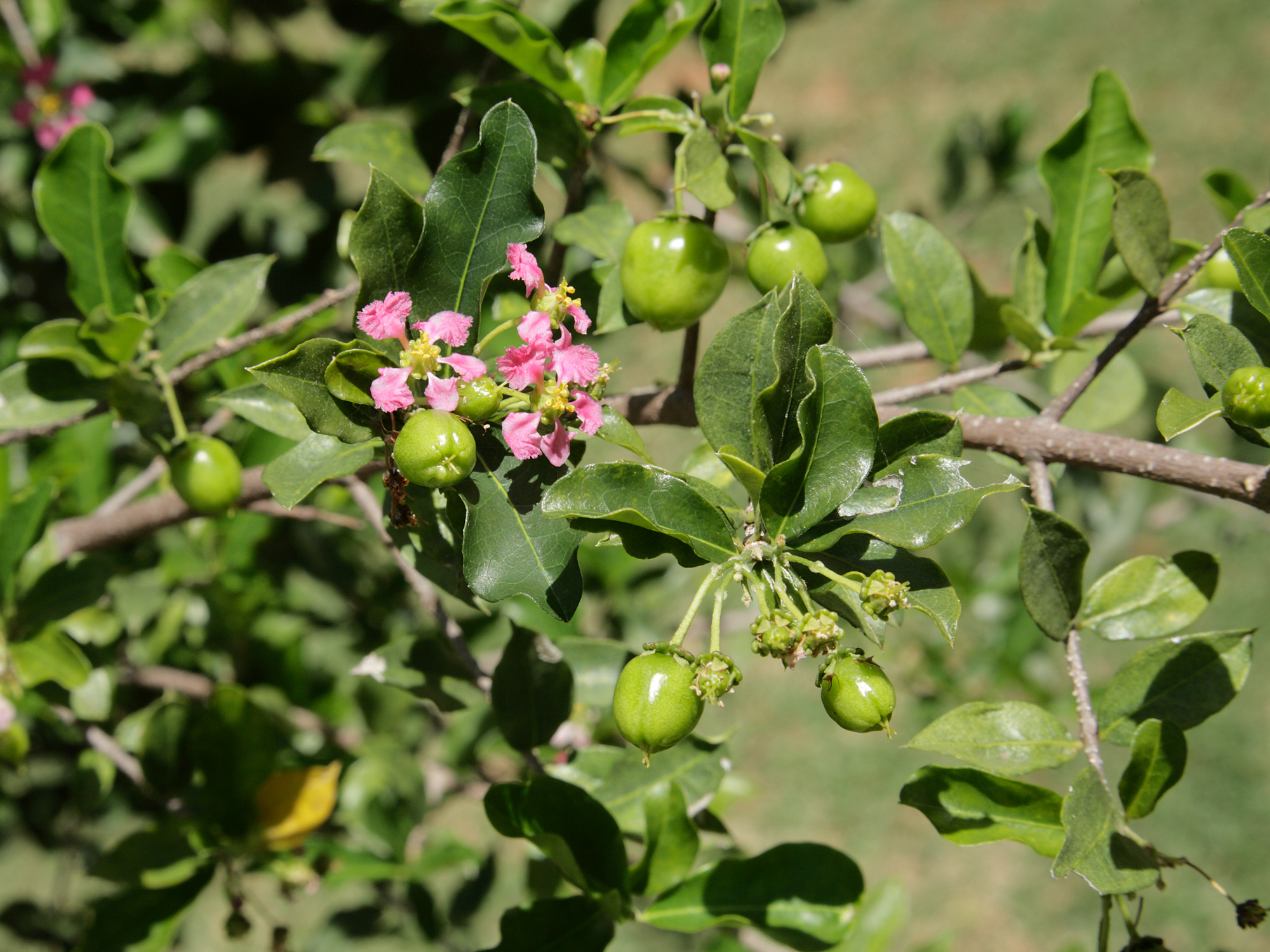
Flores e frutas verdes
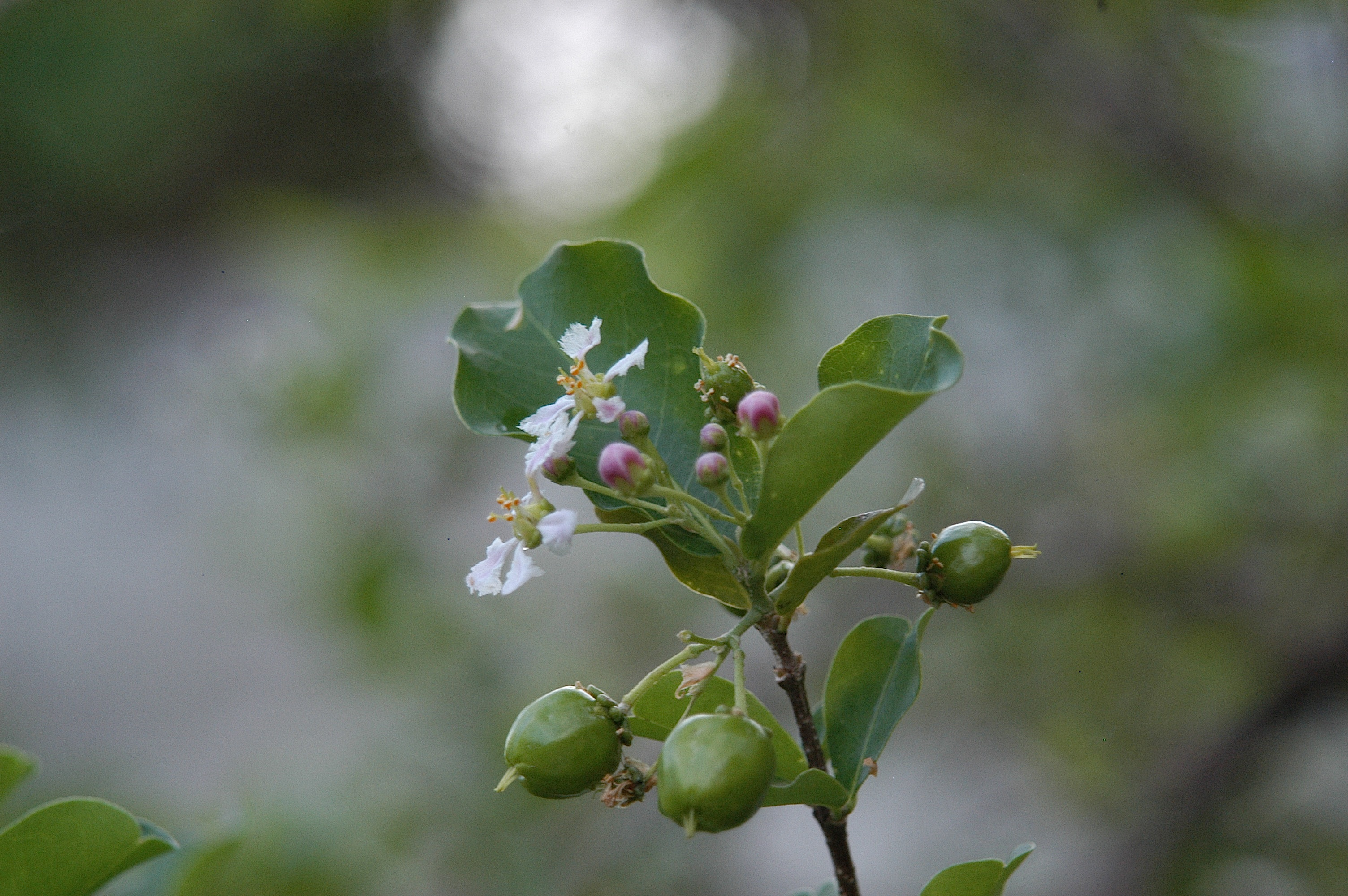
Flores fechadas, abertas e frutos verdes
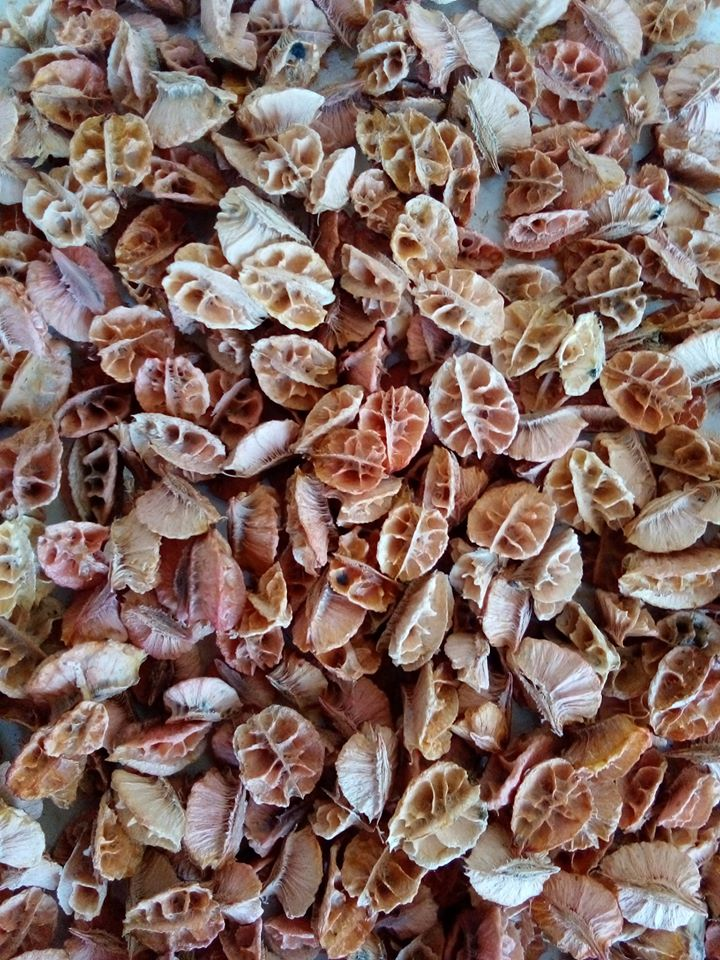
Sementes do fruto